# Trsek
Trsek je naselje v Slovenski Istri, ki upravno spada pod Mestno občino Koper.